# Göthe Hedlund
Göthe Emanuel Hedlund, född 30 juli 1918 i Orkesta, död 15 december 2003 i Lidingö, var en svensk skridskoåkare. Han blev olympisk bronsmedaljör i 5 000 meter i Sankt Moritz 1948.
Hedlund är gravsatt i minneslunden på Lidingö kyrkogård.